# 0125
0125 è il prefisso telefonico del distretto di Ivrea, appartenente al compartimento di Torino.
Il distretto comprende la parte nord-orientale della città metropolitana di Torino e la Valle d'Aosta orientale. Confina con la Svizzera a nord e con i distretti di Borgosesia (0163) e di Biella (015) a est, di Vercelli (0161) a sud-est, di Torino (011) a sud, di Rivarolo Canavese e Cuorgnè (0124), di Aosta (0165) e di Saint-Vincent (0166) a ovest.

## Aree locali e comuni
Il distretto di Ivrea comprende 74 comuni compresi nelle 2 aree locali di Ivrea e Pont-Saint-Martin (ex settori di Brusson, Champorcher, Gressoney-Saint-Jean, Issime, Pont-Saint-Martin e Verrès). I comuni compresi nel distretto sono: Albiano d'Ivrea, Alice Superiore, Andrate, Arnad (AO), Ayas (AO), Azeglio, Banchette, Bard (AO), Bollengo, Borgofranco d'Ivrea, Borgomasino, Brosso, Brusson (AO), Burolo, Caravino, Carema, Cascinette d'Ivrea, Challand-Saint-Anselme (AO), Challand-Saint-Victor (AO), Champdepraz (AO), Champorcher (AO), Chiaverano, Colleretto Giacosa, Cossano Canavese, Donnas (AO), Fiorano Canavese, Fontainemore (AO), Gaby (AO), Gressoney-La-Trinité (AO), Gressoney-Saint-Jean (AO), Hône (AO), Issiglio, Issime (AO), Issogne (AO), Ivrea, Lessolo, Lillianes (AO), Loranzè, Lugnacco, Mercenasco, Meugliano, Montalto Dora, Nomaglio, Palazzo Canavese, Parella, Pavone Canavese, Pecco, Perloz (AO), Perosa Canavese, Piverone, Pontboset (AO), Pont-Saint-Martin (AO), Quagliuzzo, Quassolo, Quincinetto, Romano Canavese, Rueglio, Salerano Canavese, Samone, San Martino Canavese, Scarmagno, Settimo Rottaro, Settimo Vittone, Strambinello, Strambino, Tavagnasco, Trausella, Traversella, Verrès (AO), Vestignè, Vialfrè, Vico Canavese, Vidracco e Vistrorio .